# Настильна стрільба

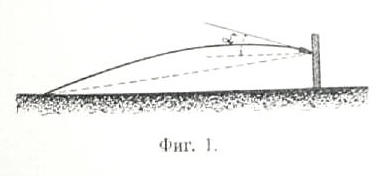
Настильна траєкторія. Ілюстрація до статті «Артиллерийский огонь» Військової енциклопедії Ситіна

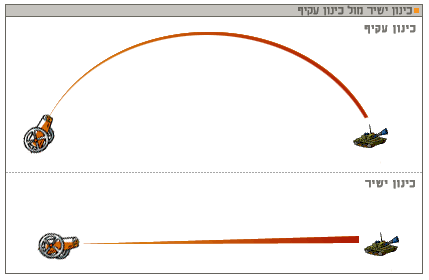
Навісний і настильний вогонь

Насти́льна стрільба — стрільба артилерії при кутах піднесення ствола до 20°. Снаряд при цьому летить по відлогій траєкторії, майже паралельно до поверхні землі на незначній висоті. Протиставляється навісній стрільбі.
За визначенням НАТО і Міністерства оборони США, настильний вогонь — «вогонь, майже паралельний земній поверхні, коли центр конуса розсіювання не підіймається вище ніж один метр від поверхні» (англ. «Fire approximately parallel to the ground where the center of the cone of fire does not rise above one meter from the ground»).
Застосовується переважно для ураження цілей прямою наводкою. Настильну стрільбу використовують для ураження міцних вертикальних цілей, де снаряду при влученні в ціль потрібно утворити з нормаллю до вражаної поверхні якомога менший кут. В іншому разі сильно послаблюється пробивна дія снарядів по міцних цілях або вони рикошетують, не завдавши бажаного руйнування. При стрільбі по менш міцних і по рухомих цілях якомога більш відлога траєкторія вигідна ще з того погляду, що снаряд вражає ціль на більшому просторі в напрямку пострілу, і обстрілювана ціль не так скоро може вийти з цього уражального простору. Настильний вогонь тактично вигідний при відбитті атаки або контратаки ворожої піхоти.